# Karl Hude
Christian Karl Tulinius (von der) Hude (født 22. august 1860 i Viborg Domsogn, død 18. februar 1936 på Frederiksberg) var en dansk rektor, dr.phil., bror til Anna og Kristian Hude og far til Elisabeth Hude og en søn, direktør Erik von der Hude (1900-1956).
Karl Hude var søn af prokurator Sophus Waldemar (von der) Hude og hustru, f. Tulinius. Han blev født i Viborg, og blev student fra Roskilde Kathedralskole i 1877. Han tog filologisk eksamen i klassisk filologi fra Københavns Universitet i 1883 og virkede efterfølgende som lærer ved private skoler i København.
Hude opholdt sig i udlandet 1885-86 for at gøre håndskriftstudier og blev i 1888 dr.phil. på afhandlingen Commentarii critici ad Thucydidem pertinentes. I 1892 blev han adjunkt ved Metropolitanskolen og samme år hovedredaktør for Nordisk Tidsskrift for Filologi (indtil 1911). Han var i perioden 1902-1921 rektor på Frederiksborg Statsskole, og i 1919 desuden lektor i klassisk filologi ved Københavns Universitet. Efter stillingen på Frederiksborg Statsskole var han 1921-1927 rektor på Metropolitanskolen. I 1922 blev han medlem af opgavekommissionen til studentereksamen.
Fra 1896 var han censor i klassisk filologi ved Københavns Universitet og 1903 medlem af Videnskabernes Selskab.
Foruden forskellige mindre afhandlinger har Hude udgivet Thukydid (2 bind, Leipzig 1898—1901), den grundlæggende kritiske udgave med det første fuldstændige og nøjagtige tekstkritiske apparat (en mindre udgave med forkortet apparat udkom i Leipzig 1901, 2. udgave. 1. bind sammesteds 1913); Herodot (2 bind, Oxford 1908, 2. udg. 1912, samtidens bedste kritiske udgave af denne forfatter) og Lysias (Oxford 1912).
Han fuldendte desuden den af Frederik Ferdinand Falkenstjerne påbegyndte oversættelse af Herodot (1903—06) og oversatte udvalgte biografier af Plutarch (2 bind 1911-15) samt udvalg af Lysias og Isokrates.
Endelig har han udgivet flere skolebøger: Demosthenes’ olynthiske Taler og Talen mod Konon (1885); Græsk Syntaks (1888), Aristoteles, Athens Forfatning (Leipzig 1892, 2. udg. 1916); bearbejdelse af Carl Bergs Græske Formlære (3. udgave i 1917) og flere andre.
Hude blev Ridder af Dannebrog 1912 og Dannebrogsmand 1927.
Karl Hudes berømte søster, dr.phil. Anna Hude var gift med Kristian Erslev.
Hans urne findes på Søndermark Kirkegård.
En buste af Karl Hude af Svend Jespersen fra 1933 er opstillet på Frederiksborg Gymnasium og HF, hvor han var rektor i 19 år. Der findes desuden en portrættegning fra 1924 og et portrætmaleri af Herman Vedel fra 1928 (Metropolitanskolen), to skitser af samme (Frederiksborgmuseet).
Slægten von der Hude er oprindelig en tysk adelsslægt fra Bremen, der udbredte sig til Holsten, Lauenborg og Meklenborg. Flere i den danske gren Hude ophørte med at bruge von der.